# Esther Inglis
Pour les articles homonymes, voir Inglis.
Esther Inglis (1571-1624) était une artisane et une miniaturiste anglaise qui possédait de nombreux talents dans le domaine de la calligraphie, l’écriture et la broderie. Elle est née en 1571 soit à Londres, soit à Dieppe. Elle vécut plus tard en Écosse où elle a été élevée et où elle s’est mariée. Comme Jane Segar, Inglis a toujours signé son travail et a fréquemment inclus des autoportraits dans ses écrits. Par contre, Inglis fit une belle carrière basée sur des livres manuscrits créés pour des mécènes royaux. Durant sa vie, Inglis a créé environ 60 livres miniatures qui démontrent ses talents de calligraphe, de peintre, de portraitiste et de brodeuse. Elle dédia principalement ses livres aux souverains Élisabeth Ire et Jacques Ier d'Angleterre ou à des puissants de leurs règnes. Elle mourut en 1624 à l’âge de 53 ans.

## Biographie

### Jeunesse
Inglis est la fille de Nicholas Langlois et Marie Pressot. Langlois était un professeur qui devint plus tard professeur de l’école française d’Édimbourg et Pressot était une calligraphe qualifiée. Ils sont originaires de France, bien que la date de leur arrivée en Écosse est incertaine. Certaines sources indiquent qu’ils sont arrivés autour de 1569 comme réfugiés protestants, d’autres envisagent un départ après le massacre de la Saint-Barthélemy autour de 1574.
Langlois enseignait le français oral et écrit, ainsi que l’écriture manuscrite. Il reçut une rente à vie du roi Jacques VI après avoir été nommé à l’école française d’Édimbourg. En raison de ses connaissances et de se profession, on pense que le père d’Inglis l’a formée. Il est presque certain également qu’Inglis apprit la calligraphie de sa mère.

### Mariage et carrière

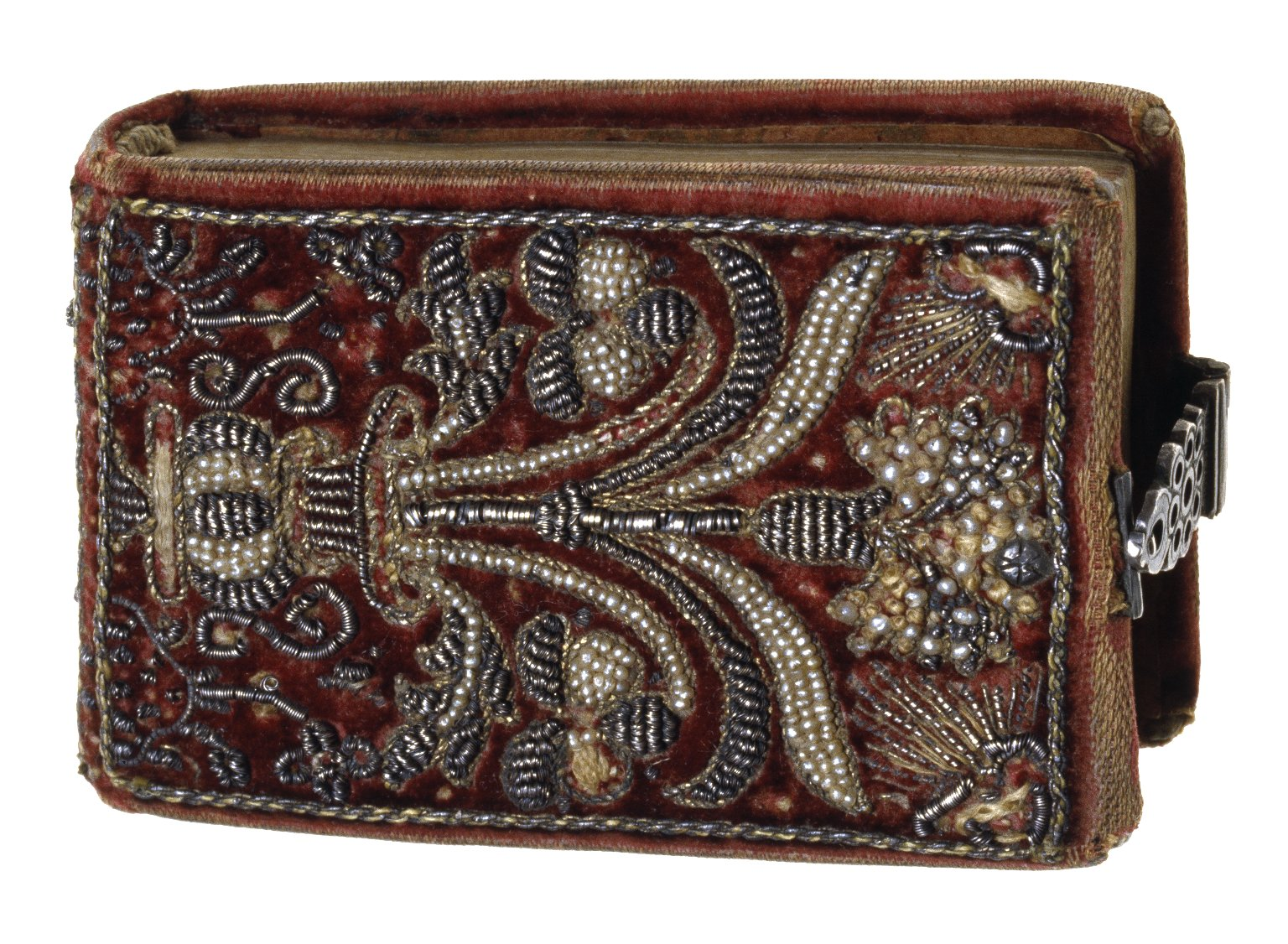
La couverture de Argumenta psalmorum Davidis, brodée par Inglis en 1608 (Folger Shakespeare Library, V.a.94)

La carrière d’Inglis fut d’abord gérée par son père qui écrivit des dédicaces pour ses premiers livres. Après son mariage avec Bartholomew Kello en 1596, ce dernier l’assistait à la place de son père. Kello écrivit également des dédicaces et des poèmes louant les destinataires de l’œuvre d’Inglis. Kello travaillait comme greffier à la cour de Jacques VI. Il devait produire toutes sortes de documents : passeports, témoignages et lettres de recommandation. Inglis produisait ces documents ainsi que des livres cadeaux. Kello devait également livrer ces documents et les accompagnait d’une copie de ces livres cadeaux, espérant une récompense en retour. C’est dans ces livres qu’Inglis démontra son talent notamment dans les pages titres et les bordures sur les pages de texte.
Quand Jacques devint roi, Kello et Inglis allèrent habiter à Essex à Londres et vécurent là de 1606 à 1615 avant de retourner à Édimbourg, où ils restèrent jusqu’à la mort d’Inglis en 1624. Kello devint recteur de Willingale en 1607 et de Spexhall dans de Suffolk en 1620.